# 坪本篤朗
坪本 篤朗（つぼもと あつろう、1949年7月 - ）は、日本の言語学者。専門は、意味論・語用論・日英語対照言語学・文法論。学位は、博士（言語学）（筑波大学・2001年）。
東海大学文学部助教授、兵庫教育大学学校教育学部助教授、静岡大学人文学部教授、静岡大学大学院人文社会科学研究科教授、静岡県立大学大学院国際関係学研究科教授などを歴任した。

## 来歴

### 生い立ち
1949年7月生まれ。神戸大学に進学し、教育学部の英語学科にて学んだ。1976年3月、神戸大学を卒業した。その後は筑波大学の大学院に進学し、文芸言語研究科にて学んだ。1980年3月、筑波大学大学院の博士課程を単位取得退学した。なお、2001年になって、筑波大学より博士（言語学）の学位を授与されている。

### 研究者として
1984年4月より、東海大学にて文学部の助教授を務めた。1987年1月、兵庫教育大学に転じ、学校教育学部の助教授として着任した。1992年4月、静岡大学に転じ、人文学部の教授に就任した。1997年4月、静岡大学の大学院に人文社会科学研究科が新設されたことにともない、人文社会科学研究科の教授が本務となった。1999年4月、静岡県立大学に転じ、大学院の国際関係学研究科にて教授に就任した。国際関係学研究科では、主として比較文化専攻の講義を担当した。なお、静岡県立大学では大学院国際関係学研究科の教授が本務であるが、国際関係学部の教授も兼務した。国際関係学部では、主として国際言語文化学科にて英米文化コースの講義を担当した。2015年3月31日、定年により静岡県立大学を退職した。同年4月1日からは、静岡県立大学に再雇用され、大学院の国際関係学研究科にて特任教授として教鞭を執っている。また、国際関係学部の特任教授も兼務している。2020年3月31日、静岡県立大学の特任教授を退任した。

## 研究
専門は言語学であり、特に意味論、語用論、日英語対照言語学、文法論といった分野の研究に取り組んでいる。具体的には、文法と認知の研究に従事しており、特に知覚と存在についての研究を行っている。また、語法と語用論の研究にも従事している。さらに、言語と哲学の研究にも従事しており、特に西田幾多郎の提唱した哲学体系と認知言語学についての研究を行っている。
得られた研究成果を纏めた論文を多く発表しているが、1982年に著した「名詞性と島の制約――補文化辞の意味と統語的性質」は高く評価され、日本英文学会新人賞が授与されている。赤塚紀子との共著書や、早瀬尚子や和田尚明との共編書など、学術書も幾つか著している。また、辞典や事典などの項目執筆も多く手掛けており、『例解新国語辞典』のような国語辞典、『小学館ランダムハウス英和大辞典』のような英和辞典、『英語正誤辞典』、『例解現代英文法事典』、『現代英文法辞典』、『コンサイス英文法辞典』のような英語の文法に関する辞典や事典、『日本語教育事典』のような日本語教育に関する事典などで執筆を担当している。
学術団体としては、日本英語学会、日本英文学会、日本言語学会、日本中部言語学会、英語語法文法学会などに所属している。日本英語学会では、1989年より評議員を務めるとともに、2008年から2011年まで編集委員を務めた。また、日本中部言語学会では、編集委員や理事を務めた。

## 人物
2015年に静岡県立大学を定年退職すると、それを記念して坪本と関わりのある研究者らが寄稿した論文集『言語研究の視座』が出版されている。

## 略歴
- 1949年 - 誕生。
- 1976年 - 神戸大学教育学部卒業。
- 1980年 - 筑波大学大学院文芸言語研究科博士課程単位取得退学。
- 1984年 - 東海大学文学部助教授。
- 1987年 - 兵庫教育大学学校教育学部助教授。
- 1989年 - 日本英語学会評議員。
- 1992年 - 静岡大学人文学部教授。
- 1997年 - 静岡大学大学院人文社会科学研究科教授。
- 1999年 - 静岡県立大学大学院国際関係学研究科教授。
- 2008年 - 日本英語学会編集委員。
- 2015年 - 静岡県立大学定年退職。
- 2015年 - 静岡県立大学大学院国際関係学研究科特任教授。

## 賞歴
- 1982年 - 日本英文学会新人賞。

## 著作

### 共著
- 山口幸洋ほか著『言語文化の歴史的発展に果たした辞書の役割に関する特定研究』静岡大学人文学部言語文化学科、1996年。
- 赤塚紀子・坪本篤朗著『モダリティと発話行為』研究社出版、1998年。ISBN 4327260037

### 編纂
- 坪本篤朗・早瀬尚子・和田尚明編『「内」と「外」の言語学』開拓社、2009年。ISBN 9784758921459

### 分担執筆、寄稿、等
- 林四郎ほか編著『例解新国語辞典』三省堂、1984年。ISBN 4385140103
- 荒木一雄編『英語正誤辞典』研究社出版、1986年。ISBN 4327461032
- 安井稔編『例解現代英文法事典』大修館書店、1987年。ISBN 4469042390
- 荒木一雄・安井稔編『現代英文法辞典』三省堂、1992年。ISBN 4385151660
- 小学館ランダムハウス英和大辞典第2版編集委員会編『小学館ランダムハウス英和大辞典』2版、小学館、1994年。ISBN 4095101016
- 安井稔編『コンサイス英文法辞典』三省堂、1996年。ISBN 4385151873
- 日本語教育学会編『日本語教育事典』新版、大修館書店、2005年。ISBN 4469012769

## 関連人物
- 西田幾多郎
- 林四郎
- 安井稔 (英語学者)